# Allata argentifera
Allata argentifera är en fjärilsart som beskrevs av Walker 1862. Allata argentifera ingår i släktet Allata och familjen tandspinnare. Inga underarter finns listade i Catalogue of Life.